# Leptotarsus (Longurio) zikanellus
Leptotarsus (Longurio) zikanellus is een tweevleugelige uit de familie langpootmuggen (Tipulidae). De soort komt voor in het Neotropisch gebied.